# Kristýna Plevová
Kristýna Plevová (* 29. listopadu 1991 Ústí nad Orlicí) je česká reprezentantka v sedmičkovém a patnáctkovém ragby a bývalá juniorská reprezentantka v judu.
V roce 2023 vybojovala s českou reprezentací Ragby VII třetí místo na Evropských hrách v Krakově.